# ポケモン図鑑
ポケモン図鑑（ポケモンずかん、Pokédex）は、ゲーム『ポケットモンスター』シリーズに登場するアイテムの一つで、架空の電子式の図鑑である。また、同アイテムを商品化した玩具。
初代のゲームに登場するものを除き、形状は電子手帳のようなポケットサイズで、基本的には赤い色をしている。折り畳んだ状態から開くと、ディスプレイと操作用の十字キーなどがある。ゲームごとに、またはゲーム・アニメ・漫画で大まかな形状は同じだが、内容や設定は異なる。

## ゲームでのポケモン図鑑
ポケモン図鑑は『ポケットモンスター』というゲームを進める上で重要なアイテムであり、ポケモン図鑑を完成させることがゲーム中の1つの目標として位置づけられている。ゲーム上でのグラフィックは『ポケットモンスター赤・緑・青・ピカチュウ』ではルーズリーフ式であったが、2作品目からは電子手帳風なものとなっている。ゲーム中に捕獲や通信交換などによって入手したポケットモンスター（以下ポケモン）のデータが、自動的に登録されるハイテク図鑑として設定されている。1度でもポケモンを入手すれば、そのポケモンを手放してもポケモン図鑑にデータは残ったままになる。これにより、珍しいポケモンを通信交換で一時的に借りる、という方法でもポケモン図鑑のデータを埋めることが可能。
ポケモンの生息地やタイプといったゲーム進行上必要なデータだけでなく、身長（高さ）や体重・鳴き声なども調べることが出来る。ポケモン図鑑の説明文や足跡の表示などの体裁については、大伴昌司による怪獣図解などの影響が色濃く見られる。入手した事があれば全てのデータを見ることが出来るが、1度出会うだけでもポケモンの姿と生息地は分かるようになる。後のバージョンでは、ポケモンの一覧を50音順・番号順に並べる機能や、タイプなどでの検索機能もついた。なお『ポケットモンスター赤・緑』では説明文が同じだったが、『ポケットモンスター青』以降は同じシリーズでも各バージョンでそれぞれ異なる説明文になっていることが多い。
『ポケットモンスタールビー・サファイア』から『オメガルビー・アルファサファイア』までの本編作品では、決められた条件を満たすことで、そのソフトの発売時点で出てきた全てのポケモンが登録可能な「全国図鑑」という機能が存在する。「全国図鑑」におけるポケモンの並び順は、『ポケットモンスター赤・緑・青・ピカチュウ』から存在した151種類（なお、No.001のポケモンはフシギダネ）から、ソフトの発売時点で新登場したポケモンを加えたものとなっている。通常ポケモンナンバーは進化前後の種族が連番になっているが、進化前または後のポケモンが後の作品で追加されたものについては番号が飛んでいる。詳しくは全国ポケモン図鑑順のポケモン一覧を参照のこと。なお、『ポケットモンスターエメラルド』除く、『ウルトラサン・ウルトラムーン』まではゲーム進行度に関係なく他地方のポケモンを問題なく受け入れができる。なお、「全国図鑑」入手以前あるいは対応していない場合、他地方のポケモンの図鑑No.は表示されないか「???」と表示される。
ただし、『ポケットモンスター Let's Go! ピカチュウ・Let's Go! イーブイ』以降の本篇およびリメイク作品では登録できるポケモンを大きく制限され、一部過去作品からのポケモン（リメイク作品ではリメイク元発売以降に登場したポケモン）は、追加配信コンテンツとイベントなどで同ポケモンが配信しないかぎり基本的に登録できず使用も出来ない（その経緯については『ポケットモンスター ソード・シールド#登場ポケモンの制限』参照）。この仕様により、『ポケットモンスターダイヤモンド・パール・プラチナ』のリメイクである『ブリリアントダイヤモンド・シャイニングパール』を除く、これらの作品は全国図鑑へのバージョンアップという機能は存在しない。なお、該当作品で新たに追加されたポケモンは、『Pokémon HOME』など他のゲーム・メディアから全国図鑑番号を確認できるようになっている。

## ユーティリティソフトでのポケモン図鑑
『ポケモンバンク』では、2017年1月25日よりポケモン図鑑機能が追加された。対応されたアローラ地方のポケモン図鑑（フシギダネからゼラオラまで）の807種類。
『Pokémon HOME』ではリリース当初からポケモン図鑑を対応しており、『Pokémon GO』以降に新たに追加されたポケモン（2023年1月現在はメルタンからラブトロスまでの219種類）の全国図鑑番号も確認できるようになっている。

## アニメでのポケモン図鑑
アニメでは主人公のサトシなどのポケモントレーナーが持つアイテムとして登場している。
詳細は解説されていないが特別なアイテムではないようで、サトシのライバルであるシゲルやシンジをはじめ、多くのポケモントレーナーが所有している。アニメの場合は最初からポケモンのデータが十分入っており、ゲットしなくてもポケモンに図鑑を向ければ自動でポケモンの解説が音声で流れる。図鑑をポケモンに直接向けなくても、希望するポケモンの解説を流すことが可能。ポケモン図鑑の内容は後から電話機（「PC TEL」というテレビ電話のようなもの）などを経由してアップデートができる。古い図鑑でもバージョンアップし続けることは可能で、ヒロシが初代の図鑑でボーマンダを調べたこともある。
ポケモンかそうでないかを判別する機能も備わっている。ロケット団のニャースが別のポケモンに変装していても、図鑑を使えば正確にニャースだと見破ることができる。生物としてのポケモンの情報のみならず、紛失や盗難などの再発行不可能の持ち主兼トレーナーの身分証明書を兼ねており、図鑑を持っているトレーナーはリーグやコンテストの出場登録を、図鑑を使って簡単に済ませることができる。モンスターボールやポケモンの笛といった各種アイテムの情報も入っており、自分のポケモンが何の技を覚えているかも分かり、新たな技を見た時にも図鑑が音声で解説してくれる。第7シリーズではゲーム版同様に捕獲したポケモンを登録、一覧表示する機能も付いている。
その図鑑にデータがないポケモンだと、「データなし」の音声が流れるだけで何も調べることはできない。伝説のポケモンのように相当珍しいポケモンだと、たとえデータが入っていても、「詳しいことは不明」などのいい加減な情報しか確認できないこともある。尚、映画では図鑑が登場したことは1度もなく、映画各作品で初登場したポケモンを図鑑で調べたこともない。
アニメの途中で何度かポケモン図鑑が変更されている。現在サトシの持つ図鑑は10台目となる。サトシの持つ図鑑の色は赤であることが多いが、ハルカがバトルフロンティア編から使った図鑑は白、ヒカリの図鑑はピンク、シンジの図鑑は紺色、コトネの図鑑は白、ゲストキャラのルチルの図鑑は薄緑、マキナの図鑑は黄色、マミイの図鑑は薄紫となっている。ベストウイッシュのイッシュ図鑑では男子（サトシ・シューティー・コテツ）は灰色、女子（ヒカリ・ベル・ラングレー）はピンク色。

### 図鑑音声の担当声優
| 声優                       | 担当作品 | 備考                                                               |
| -------------------------- | --- | ------------------------------------------------------------------ |
| 三木眞一郎                 | 無印 アドバンスジェネレーション（サトシ、ハルカ用バトルフロンティア編） ダイヤモンド&パール（コトネ、カズナリ用） | コジロウ役なども担当                                               |
| 林原めぐみ                 | アドバンスジェネレーション（サトシ、ハルカ用ホウエン編）                                                          | ムサシ役なども担当                                                 |
| 川上とも子                 | ダイヤモンド&パール（サトシ、ヒカリ用他。1話 - 100話）                                                            | ヒカリのミミロル役やモモアン役なども担当                           |
| 雪野五月(現：ゆきのさつき) | ダイヤモンド&パール（サトシ、ヒカリ用他。102話以降）                                                              | 川上の病気療養に伴い交代。ヒカリのミミロル役やモモアン役なども担当 |
| 石塚運昇                   | ベストウイッシュ XY&Z（サトシ、セレナ用）                                                                         | オーキド博士役やナレーションなども担当                             |
| 不明                       | XY（サトシ、セレナ用）                                                                                            |                                                                    |
| 浪川大輔                   | サン&ムーン ポケットモンスター(2019年)（コハルのスマホロトム）                                                    | サトシのルカリオ役なども担当                                       |
| マリナ・アイコルツ         | ポケットモンスター(2019年)（ゴウのスマホロトム）                                                                  | ゴウのフラベベ（しろいはな）役なども担当                           |
| 堀内賢雄                   | ポケットモンスター(2019年)（サトシのスマホロトム）                                                                | オーキド博士役やナレーションなども担当（一部は石塚の後任）         |
| 大谷育江                   | ポケットモンスター(2019年)（ロケット団のスマホロトム）                                                            | サトシのピカチュウ役なども担当                                     |
| 山下大輝                   | ポケットモンスター(2023年)（スマホロトム）                                                                        | ロイのホゲータ役も担当                                             |

## ポケットモンスターSPECIALでのポケモン図鑑
漫画『ポケットモンスターSPECIAL』においては、誰でも持てる物ではなく、オーキド博士を始めとする優秀な博士が、図鑑を授けていいと判断した人物にのみ与える特別な物となっている。
ポケモン図鑑はオーキド博士・アララギ博士の図鑑共に1種類につき3台存在する。第13章までに登場した図鑑は全てオーキド博士によって作られ、全部で7種類（21台）存在し、13人のトレーナーが所有。第10章ではアララギ博士のものが1種類（3台）あり、現在使われているものは4台のみ。このように存在するポケモン図鑑の個数は極端に限られており、ポケモン図鑑を授けられた人物を「図鑑所有者」と呼ぶ。図鑑を貰ったら自分の名前や指紋を登録し、それによりポケモン図鑑が正しい持ち主かを判断する。登録できるのはポケモン図鑑1台につき1人のみで、1度登録されたら取り消しは出来ない模様。オーキド博士のポケモン図鑑は各世代の同じ図鑑が3台揃い、いずれも正しい持ち主が図鑑を所持していると、3人が近くに集まった時に強制的に共鳴音が鳴り、図鑑ごとのボタンを押さないと鳴りやまない。初代から4代目の合計10台のポケモン図鑑が集まった時には、異なった特別な共鳴音が鳴る。
外見はそれぞれのゲームに登場する6種類のポケモン図鑑と同じだが、ゲームと同じポケモンの生態を調べる機能の他、ゲームにはない機能を多く持ち、ゲームのコマンドの多くがポケモン図鑑の機能という設定になっている。
初代の図鑑はレッド・グリーン・ブルーが所持し、自分・他人・野生のポケモンに関わらず、レベルや習得している技など、近くにいるポケモンのあらゆる情報を調べることが可能。ポケモンの進化キャンセルも図鑑の機能という設定となっており、本作の世界では図鑑所有者のみの特権である。また、レッドのポケモン図鑑には途中で、手持ちのピカチュウ（ピカ）の機嫌や状態が分かる機能が追加されている。第5章で3人が新たに4代目図鑑を授かる際2台破壊され、残った1台がイエローの手に渡った。
2代目図鑑はゴールド・シルバー・クリスタルが所持する。2代目から大幅に機能が追加され、1度出会ったが逃がしてしまったポケモンの足取りを追尾する機能「追尾機能」（ゲームのポケモン図鑑のエンテイ・ライコウ・スイクンの「ぶんぷ」に相当する）、モンスターボールに戻しているポケモン同士を通信交換する機能やポケギアとポケモン図鑑を専用のケーブルで繋ぎ電話回線を通じてポケモンを転送する携帯転送機能・簡易ホログラムを映し出す機能が搭載されている。第9章では3人は最初から5代目図鑑を使用しており、2代目の図鑑がどうなったのかは不明。
3代目図鑑はルビー・サファイア・エメラルドが所持する。ホウエン地方用に作られ、オダマキ博士に預けられる。3代目からアニメ同様ポケモンを捕まえずとも目撃するだけでポケモンの生態を調べることが出来る模様。また、3代目からは全国図鑑に対応するようになり、第4章のルビー・サファイアの図鑑はホウエン図鑑のみであったが、第6章のエメラルドの図鑑は全国のポケモンを調べることが出来る。
4代目図鑑はレッド・グリーン・ブルーが新たに所持する。専用のケーブルとチップ「プログラムdex-IV」により初代のポケモン図鑑からデータを引き継いで使用している。全国版対応。2代目図鑑以降の機能も備わっている。
5代目図鑑はゴールド・シルバー・クリスタルが新たに所持する。機能は先代とあまり変わらないが、♂と♀などの異なる姿を区別する機能が付き、タッチ操作が可能になる等、細かな違いはある。5代目ポケモン図鑑の登場によりイエローを除く9人のポケモン図鑑が全国版対応になった（しかし、第6章終了後オーキド博士がバージョンアップさせている可能性はある）。このバージョンは原作同様男性用と女性用の区別が付いている。また、話の都合上、5代目の方が後から登場している。
6代目図鑑はルビー・サファイア・エメラルドが新たに所持する。
7代目図鑑はダイヤモンド・パール・プラチナが所持する。この図鑑はオーキド博士とナナカマド博士で共同開発された。先代までと比較し大きな機能追加は無く、初期はシンオウ図鑑のみだったが、中盤からのアップデートにより全国版となった。なお、プラチナのポケモン図鑑はゲーム通りの赤色だが、ダイヤモンドの図鑑は青でパールの図鑑はオレンジと色が区別されている（同じように、彼らのポケッチも色分けされている）。
アララギ博士のポケモン図鑑は現在ブラック・ホワイト・ラクツ・ファイツが所持する。現在確認されている機能はポケモンの生態を調べることのみで、オーキド博士の図鑑と同じような機能があるか等詳細は一切不明。
第5章ではロケット団が、レッド・グリーン・ブルーの持つ初代のポケモン図鑑を真似て作った物が登場。デザインは初代とそっくりだが、色は黒く、不気味な模様が付いており、話を聞いたブルーは「黒い図鑑とでもいう不気味な機械」と発言。ロケット団では「ブラックポケデックス」と呼ばれており、ポケモンの体力や技の威力を独自の基準で数値化するオリジナル機能を備える。
第12章ではプラターヌ博士のポケモン図鑑は現在エックス・ワイの2人が所持する。元々は図鑑は3つあり、残りの1つはトロバのものになる予定だったが、伝説のポケモンが復活したことにより行方不明となるが、その後はある人物（パキラ）により踏み潰されて破壊されている。
第14章ではククイ博士のポケモン図鑑はサン・ムーンの2人が所持する。こちらも2台のみ登場。いわゆるロトム図鑑ではあるが、肝心のロトムは1匹のみであり、そのロトムはムーンの図鑑とマッチしており、サンの図鑑は元のままである。
第15章ではゲームと同様にスマホロトムにインストールされたアプリとして図鑑を使っており、剣創人・盾シルドミリアの2人が所持する。こちらも2台のみ登場。
第16章ではゲーム同様にグレープアカデミーの教師であるジニアが全ての生徒のスマホロトムにポケモン図鑑をインストールしており、これまでの設定を覆す事態になった。主人公であるバイオレット・ラングの個体は「ロトじい」という執事のような言葉で喋る特殊な個体になっている。